# Rebellion Developments
Rebellion Developments Limited — британський розробник відеоігор, який базується в Оксфорді, Англія. Заснована Джейсоном і Крісом Кінгслі в грудні 1992 року, компанія найбільш відома своєю серією Sniper Elite і кількома іграми в серії Alien vs. Predator. Дочірня компанія Rebellion Publishing публікує комікси з 2000 року, коли вона придбала 2000 AD, видавця таких персонажів, як Суддя Дредд і Rogue Trooper.

## Історія

### Початок (1992–1999)
Rebellion було засновано 4 грудня 1992 року братами Джейсоном і Крісом Кінгслі в Оксфорді, Англія. Вони щойно закінчила академічні ступені в Оксфордському університеті й мала амбіції почати докторську дисертацію. У вільний час вони займалися позаштатною роботою в ігровій індустрії. Коли їхні посади позаштатних працівників почали розширюватися і вони взяли на себе більше управлінських обов’язків, вони вирішили заснувати Rebellion в Оксфорді. Фундамент студії був закладений, коли брати уклали угоду з видавцем відеоігор Atari UK. Вони представили демоверсію гри про летючих 3D-драконів директорам видавництва, які шукали ігри для майбутньої системи Atari Jaguar. Atari доручила їм працювати над двома іграми для Jaguar, Checkered Flag і Alien vs Predator, обидві випущені в 1994 році. Щоб допомогти в роботі над цими іграми, команду розробників було розширено. До нього увійшли художники Стюарт Вілсон, Тобі Бенфілд і Джастін Рей, а також програмісти Майк Бітон, Роб Діблі та Ендрю Віттакер. Після Alien vs Predator, Rebellion не випускала продуктів протягом кількох років, а їхній наступний проєкт, навмисне легковажна комп’ютерна гра Mr. Tank, залишився невиданим.

### Розширення компанії та комікси (2000–2009)
Протягом десятиліття Rebellion швидко розширювався завдяки численним придбанням інших студій та нерухомості. Ця хвиля розширення включала покупку 2000 AD у Fleetway Publications, що почало перший наскок Rebellion на комікси. На додаток до подальших публікацій під лейблом Rebellion, вона почала розробляти персонажів для ігрового ринку. У 2004 році Rebellion уклала угоду з DC Comics щодо передруку кількох історій 2000 AD у trade paperback, включаючи Judge Dredd, Strontium Dog, Nikolai Dante, та Sinister Dexter. Коли DC покинула підприємство, посилаючись на погані продажі, Rebellion створила власну лінію американських графічних романів, які розповсюджувалися через Simon & Schuster. У 2005 році Rebellion також створив серію Judge Dredd: The Complete Case Files, яка почала передруковувати майже кожну появу Судді Дредда в хронологічному порядку.
Гра від Rebellion 2005 року Sniper Elite була нагороджена «Best PC/Console Game» на TIGA Awards 2005 року. Після виходу Rebellion придбала численні ігрові студії та власність. Почалося з 2006 року, з придбання розробників Tomb Raider Core Design від Eidos Interactive, Strangelite від Empire Interactive, а також колишніх IP Elixir Studios, включаючи Evil Genius і Republic: The Revolution. Покупки зробили Rebellion найбільшим незалежним розробником ігор у Європі.
Придбання пізніше протягом десятиліття були переважно пов’язані з зростаючим видавничим крилом компанії, включаючи Blackfish Publishing і Mongoose Publishing у 2008 році, за якими слідували Cubicle 7 та Solaris Books у 2009 році.

### Закриття студії в Дербі (2009–2010)
У 2009 році гра Rogue Warrior від Rebellion отримала погані оцінки. За ним послідував Aliens vs. Predator у 2010 році, виданий Sega, який отримав неоднозначну оцінку критиків, але дебютував на першому місці в чарті продажів Великої Британії. У 2010 році були внесені значні зміни, включаючи скорочення персоналу в їхній головній студії в Оксфорді, а також закриття Rebellion Derby – колишньої студії Core Design, яку було придбано лише чотири роки тому. Генеральний директор студії Джейсон Кінгслі обговорив зосередження уваги на менших іграх після змін. Переїзд збігся із закінченням договору оренди майна. Кінгслі прокоментував, що «зростання іноді буває болісним, ніколи не таким, як у нинішньому кліматі, і нам довелося довго придивлятися до того, як ми керуємо нашою студійною мережею.

### Повернення до зростання (2011–до тепер)
У середині 2010-х франшиза «Sniper Elite» досягла великих успіхів. Компанія повернулася до розширення завдяки купівлі додаткових студій і нерухомості, розширивши як сектор відеоігор, так і видавничий сектор, а наприкінці десятиліття урізноманітнилася на бойовики. Кінгслі був нагороджений OBE в 2012 році за роботу з підтримки сектора.
У липні 2013 року Rebellion купила права на франшизи Battlezone і Moonbase Commander під час процедури банкрутства Atari. Cubicle 7 покинула Rebellion у грудні 2014 року через викуп керівництва. Того ж року був випущений Sniper Elite III, і до вересня 2015 року тираж серії перевищив 10 мільйонів проданих копій по всьому світу.
У серпні 2016 року Rebellion придбала у Egmont бібліотеки коміксів IPC Youth і Fleetway після 1970 року. Було передруковно їх під своїм виданням Treasury of British Comics, включаючи Roy of the Rovers, Wildcat та «One-Eyed Jack. Після цього у 2018 році група придбала ще тайтли до 1970 року.
У листопаді 2018 року Rebellion створила студію для фільмів і серіалів, заснованих на персонажах 2000 AD, першими проєктами були Judge Dredd: Mega-City One і Rogue Trooper, обидва режисери Данкан Джонс. Rebellion Productions, підрозділ виробництва фільмів, заснований у 2017 році, має приміщення у занедбаній газетній фабриці в Дідкоті, Англія. Студія мала випустити свій перший повнометражний фільм у 2021 році.
Протягом 2018 та 2019 років було здійснено кілька придбань, пов’язаних з іграми, включаючи Radiant Worlds, перейменований як «Rebellion Warwick», і TickTock games, перейменований як «Rebellion North». Rebellion купила бібліотеку класичних ігор The Bitmap Brothers у 2019 році.
У 2021 році Rebellion оголосив, що у 2022 році розпочнеться новий гумористичний комікс, який мав виходити два рази на місяць, Monster Fun.

## Дочірні компанії

### Діючі
- Audiomotion Studios (куплена в 2003)[31]
- Rebellion Film Studios[32]
- Rebellion Liverpool (куплена в 2006)[33][34]
- Rebellion North (куплена в 2019)[28]
- Rebellion Publishing[35]
  - 2000 AD[36]
  - Abaddon Books[36]
  - Ravenstone Press[36]
  - Solaris Books[36]
- Rebellion Unplugged[37]
- Rebellion Warwick (куплена в 2018)[27]

### Закриті
- Razorworks (куплена в 2008)[38]
- Rebellion Banbury (куплена в 2007)[39][34]
- Rebellion Derby (куплена в 2006)[40][34][41]

## Ігри

### Розроблені відеоігри
| Рік  | Назва                                     | Платформ/и                                                                                  |
| ---- | ----------------------------------------- | ------------------------------------------------------------------------------------------- |
| 1991 | Jet Pak Jak (скасовано)                   | Game Boy                                                                                    |
| 1993 | Eye of the Storm                          | Amiga, MS-DOS                                                                               |
| 1994 | Alien vs Predator                         | Atari Jaguar                                                                                |
| 1994 | Checkered Flag                            | Atari Jaguar                                                                                |
| 1995 | Legions of the Undead (скасовано)         | Atari Jaguar                                                                                |
| 1998 | Klustar                                   | Game Boy, Game Boy Advance                                                                  |
| 1999 | Aliens versus Predator                    | Classic Mac OS, Microsoft Windows                                                           |
| 1999 | Mission Impossible                        | Game Boy Color                                                                              |
| 1999 | Tom Clancy's Rainbow Six                  | PlayStation                                                                                 |
| 2000 | The Mummy                                 | Microsoft Windows, PlayStation                                                              |
| 2000 | Asterix: Search for Dogmatix              | Game Boy Color                                                                              |
| 2000 | Gunlok                                    | Microsoft Windows                                                                           |
| 2000 | Largo Winch.//Commando Sar                | PlayStation                                                                                 |
| 2000 | Skyhammer                                 | Atari Jaguar                                                                                |
| 2001 | Snood                                     | Game Boy Advance                                                                            |
| 2001 | Midnight Club: Street Racing              | Game Boy Advance                                                                            |
| 2001 | Gunfighter: The Legend of Jesse James     | PlayStation                                                                                 |
| 2002 | Tom Clancy's Rainbow Six: Lone Wolf       | PlayStation                                                                                 |
| 2002 | Delta Force: Urban Warfare                | PlayStation                                                                                 |
| 2002 | Medal of Honor: Underground               | Game Boy Advance                                                                            |
| 2002 | Tiger Woods PGA Tour Golf                 | Game Boy Advance                                                                            |
| 2003 | Judge Dredd: Dredd vs. Death              | Nintendo GameCube, PlayStation 2, Windows, Xbox                                             |
| 2003 | Gunfighter II: Revenge of Jesse James     | PlayStation 2                                                                               |
| 2004 | World War Zero: Iron Storm                | Microsoft Windows, PlayStation 2                                                            |
| 2005 | Sniper Elite                              | PlayStation 2, Wii, Windows, Xbox                                                           |
| 2005 | Delta Force: Black Hawk Down              | Microsoft Windows, PlayStation 2                                                            |
| 2006 | 007: From Russia with Love                | PlayStation Portable                                                                        |
| 2006 | Dead to Rights: Reckoning                 | PlayStation Portable                                                                        |
| 2006 | Gun: Showdown                             | PlayStation Portable                                                                        |
| 2006 | Rogue Trooper                             | Microsoft Windows, PlayStation 2, Wii, Xbox                                                 |
| 2006 | Miami Vice: The Game                      | PlayStation Portable                                                                        |
| 2006 | Delta Force: Black Hawk Down – Team Sabre | Microsoft Windows, PlayStation 2                                                            |
| 2007 | Star Wars Battlefront: Renegade Squadron  | PlayStation Portable                                                                        |
| 2007 | Free Running                              | Microsoft Windows, PlayStation 2, Wii                                                       |
| 2007 | Harry Potter and the Order of the Phoenix | PlayStation Portable                                                                        |
| 2007 | Aliens vs. Predator: Requiem              | PlayStation Portable                                                                        |
| 2007 | The Simpsons Game                         | PlayStation 2, PlayStation Portable, Wii                                                    |
| 2008 | Call of Duty: World at War – Final Fronts | PlayStation 2                                                                               |
| 2009 | Shellshock 2: Blood Trails                | Microsoft Windows, PlayStation 3, Xbox 360                                                  |
| 2009 | PDC World Championship Darts 2009         | Wii                                                                                         |
| 2009 | Rogue Warrior                             | Microsoft Windows, PlayStation 3, Xbox 360                                                  |
| 2009 | Star Wars Battlefront: Elite Squadron     | PlayStation Portable                                                                        |
| 2010 | Aliens vs Predator                        | Microsoft Windows, PlayStation 3, Xbox 360                                                  |
| 2010 | PDC World Championship Darts: ProTour     | PlayStation 3, Wii, Xbox 360                                                                |
| 2010 | Evil Genius: WMD                          | Facebook Platform                                                                           |
| 2011 | Judge Dredd vs. Zombies                   | Android, iOS, Windows Phone                                                                 |
| 2012 | NeverDead                                 | PlayStation 3, Xbox 360                                                                     |
| 2012 | Sniper Elite V2                           | Microsoft Windows, PlayStation 3, Xbox 360, Wii U, Xbox One, PlayStation 4, Nintendo Switch |
| 2012 | Zombie HQ                                 | Android, iOS                                                                                |
| 2012 | Sinbad                                    | iOS                                                                                         |
| 2012 | Guns 4 Hire                               | Android, iOS, Windows Phone                                                                 |
| 2013 | Sniper Elite: Nazi Zombie Army            | Microsoft Windows                                                                           |
| 2013 | Sniper Elite: Nazi Zombie Army 2          | Microsoft Windows                                                                           |
| 2014 | Sniper Elite III                          | Microsoft Windows, Nintendo Switch, PlayStation 3, PlayStation 4, Xbox 360, Xbox One        |
| 2015 | Zombie Army Trilogy                       | Microsoft Windows, PlayStation 4, Xbox One, Nintendo Switch                                 |
| 2015 | Evil Genius Online                        | Android, Facebook Platform, iOS                                                             |
| 2016 | Battlezone                                | PlayStation 4, Microsoft Windows, Xbox One, Nintendo Switch                                 |
| 2017 | Sniper Elite 4                            | Microsoft Windows, PlayStation 4, Xbox One, Nintendo Switch, Stadia                         |
| 2018 | Strange Brigade                           | Microsoft Windows, PlayStation 4, Xbox One, Nintendo Switch, Stadia                         |
| 2018 | Arca's Path VR                            | Microsoft Windows, PlayStation 4                                                            |
| 2020 | Zombie Army 4: Dead War                   | Microsoft Windows, PlayStation 4, Xbox One, Stadia, Nintendo Switch (released in 2022)      |
| 2021 | Evil Genius 2: World Domination           | Microsoft Windows, PlayStation 4, PlayStation 5, Xbox One, Xbox Series X/S                  |
| 2021 | Sniper Elite VR                           | PlayStation 4, Microsoft Windows                                                            |
| 2022 | Sniper Elite 5                            | Microsoft Windows, PlayStation 4, PlayStation 5, Xbox One, Xbox Series X/S                  |
| 2023 | Sniper Elite VR: Winter Warrior           | PlayStation 5, Windows                                                                      |
| 2024 | Zombie Army VR                            | PlayStation 5, Windows                                                                      |
| 2025 | Sniper Elite: Resistance                  | Windows, PlayStation 4, PlayStation 5, Xbox One, Xbox Series X/S                            |
| 2025 | Atomfall                                  | Windows, PlayStation 4, PlayStation 5, Xbox One, Xbox Series X/S                            |

### Видані ігри
- Evil Genius (2009, ПК). Спочатку розроблений Elixir Studios і виданий у 2004.
- Republic: The Revolution (2009, ПК). Спочатку розроблений Elixir Studios і виданий у 2003.
- Empire Earth (2009, ПК). Спочатку розроблений Stainless Steel Studios і виданий у 2001. The expansion pack був випущений у 2002.
- Ground Control (2009, ПК). Спочатку розроблений Massive Entertainment і виданий у 2000.
- Ground Control II: Operation Exodus (2009, ПК). Спочатку розроблений Massive Entertainment і виданий у 2004.
- Lords of the Realm (2009, ПК). Спочатку розроблений Impressions Games і виданий у 1994. Сюди входить Lords of the Realm II, випущений у 1996 році.
- Lords of the Realm III (2009, ПК). Спочатку розроблений Impressions Games і виданий у 2004.
- Lords of Magic (2009, ПК). Спочатку розроблений Impressions Games і виданий у 1998.
- Woolfe: The Red Hood Diaries (2015, ПК). Спочатку розроблений GriN Gamestudio і виданий у 2015.
- Battlezone 98 Redux (2016, ПК). Розроблений Big Boat Interactive.
- Battlezone: Combat Commander (2018, ПК). Розроблений Big Boat Interactive.